# Heinrich Hattemer
Heinrich Hattemer (* 3. Juli 1809 in Mainz; † 11. November 1849 in Biel/Bienne) war ein Sprach- und Literaturwissenschaftler, der sich aktiv an der Revolution von 1848/49 in der Schweiz und in Baden beteiligte.

## Leben
Heinrich Hattemer war der Sohn von Jakob Hattemer, der am 11. Dezember 1781 in Gau-Algesheim geboren wurde und 1814 in Mainz starb, und von Klara Josepha geb. Haas, die als Kind von Hattenheim im Rheingau nach Mainz gekommen war und 1836 starb. Während seines Studiums wurde Hattemer 1830 Mitglied der Alten Gießener Burschenschaft Germania und kam deshalb ins „Alphabetische Verzeichnis derjenigen Personen, gegen welche nach den Acten der Centralbehörde bezüglich revolutionärer Umtriebe im Untersuchungswege eingeschritten worden ist.“ Nach dem Studium der Philologie in Gießen, der Landesuniversität des Großherzogtums Hessen-Darmstadt, bei Friedrich Gotthilf Osann und Friedrich Jakob Schmitthenner wurde Hattemer Hauslehrer, dann Professor an dem von Julius Friedrich Karl Dilthey geleiteten altsprachlichen Ludwig-Georgs-Gymnasium in Darmstadt. „Des politischen und religiösen Freisinns verdächtigt“ (Ludwig Tobler) begab er sich mit seinen Geschwistern Matthias und Therese 1836 nach dem Tod der Mutter in die Schweiz. 
Stationen der Schweizer Jahre: Professor des Deutschen und Lateinischen an der Kantonsschule in St. Gallen, 1842–1848 Lehrer des Lateinischen am Progymnasium in Biel, 1848 Mitarbeit an einer Zeitung deutscher Flüchtlinge in der Schweiz, Verweisung aus dem Kanton Bern wegen Verletzung der schweizerischen Neutralität, Teilnahme am Kampf um die badische Republik als Stabssekretär in der Volkswehr von Johann Philipp Becker, der zwei Jahre nach Hattemer ebenfalls in die Schweiz übergesiedelt war. Nach dem Misslingen der badischen Revolution kehrte Hattemer nach Biel zurück, wo er 1849 starb.
Heinrich Hattemer war verheiratet mit Lina Schröder. Ihre Kinder waren erstens Henriette (1836–1917), zweitens Amalie (1841–1892) und drittens Hermann Josef (1844–1932). Ein weiteres Kind, Thusnelda, war jung gestorben.
Henriette Hattemer war verheiratet mit dem Schweizer Sprachwissenschaftler und Volkskundler Ludwig Tobler (1827–1895); beide gründeten in Zürich-Hottingen die private Mädchenschule „Im Morgenthal“. Die jüngste Tochter von Ludwig Tobler und Henriette Tobler-Hattemer war die Pianistin und Musiklehrerin Mina Tobler.

## Werke
Hattemers wissenschaftliche Tätigkeit belegen seine Werke:
- Denkmahle des Mittelalters. St. Gallen's altteutsche Sprachschätze, 3 Bände, St. Gallen, Scheitlin, 1844–49; Nachdruck, 3 Bände, Graz, Akademische Druck- und Verlagsanstalt, 1970.
- Ueber Ursprung, Bedeutung und Schreibung des Wortes Teutsch, Nebst einigen Beigaben, Seinem Freunde Joh. Ph. Becker in Biel gewidmet, Schaffhausen, Brodtmann, 1847.

Seine politischen Überzeugungen dokumentiert die 1848 in Biel erschienene Schrift „Rede eines Teutschen Republikaners in der Fremde an seine Landsleute in der Heimath“.